# Флорентинска школа
Флорентинската школа се отнася до художници в, от или повлияни от реалистичния стил, разработен във Флоренция през XIV век, до голяма степен чрез усилията на Джото ди Бондоне, а през XV век прераснал във водеща школа на западната живопис. Традиционно ѝ се приписва самото възникване на Италианския ренесанс, който скъсва с византийския стил, царуващ дотогава. Някои от най-известните художници от по-ранната флорентинска школа са Фра Анджелико, Сандро Ботичели, Филипо Липи, семейство Гирландайо, Мазолино да Паникале и Мазачо.
Флорентинската школа се развива отделно от изобразителното изкуство на Сиенската школа и нейния изтънчен вкус към цветовете, наследен от Византия, и нейната загриженост да асимилира готическите начини на изразяване от най-чистата византийска традиция. Медичите, банкери и покровители на града, защитават и субсидират флорентинските художници.
Флоренция е родното място на Зрелия Ренесанс, но в началото на XVI век най-важните художници, включително Микеланджело и Рафаело, са привлечени в Рим, където са най-големите поръчки. Отчасти това следва Медичите, някои от които стават кардинали и дори папи. Подобен процес засяга и по-късните флорентински художници.
Флорентинската школа със своето изобилие ще действа чрез много открития в живописните техники (например в маркетрите). Тя запада около XVII век: през бароковия период многото художници, работещи във Флоренция, рядко са големи имена в живописта.
Въпреки че Джорджо Вазари поставя произхода на италианския художествен Ренесанс във Флоренция, историци на изкуството като Роберто Лонги смятат, че и други италиански столици като Болоня, Ферара, Урбино, Венеция, Милано, Бари, Перуджа, Падуа, Неапол, Палермо и Равена, също допринасят (чрез многобройните си обмени) за художественото обновление на този период.

## Преди XIV век и Късна готика
Най-ранното отличително тосканско изкуство, създадено през XIII век в Пиза и Лука, формира основата за по-късното развитие. Николо Пизано – основен представител на готическата скулптура в Европа показва своята признателност към класическите форми, както и синът му Джовани Пизано, който пренася новите идеи на готическата скулптура в тосканския народен език, създавайки фигури с безпрецедентен натурализъм. Това е отразено в творчеството на пизанските художници през XII и XIII век, по-специално при Джунта Пизано. Последният от своя страна повлиява на велики творци като Чимабуе, смятан за последния велик художник, представител на византинизма, а чрез него и на Джото, както и на флорентинските художници от началото на XIV век.
Най-старият запазен мащабен флорентински живописен проект е мозаечната украса на интериора на купола на баптистерия „Свети Йоан“, стартирал около 1225 г. Въпреки че в проекта участват венециански художници, тосканските художници създават изразителни, живи сцени, показващи емоционално съдържание за разлика от преобладаващата византийска традиция. Твърди се, че Копо ди Марковалдо – една от най-изтъкнатите фигури на тосканската живопис от XIII век - е автор на централната фигура на Христос и е първият флорентински художник, участвал в проекта. Подобно на панелите на Богородица и Младенеца, изрисувани за сервитските църкви в Сиена и Орвието, понякога приписвани на Копо, фигурата на Христос има усещане за обем.
Подобни творби са поръчани за флорентинските църкви Санта Мария Новела, Санта Тринита и Онисанти в края на XIIIи началото на XIV век. Панелът за Санта Мария Новела от около 1285 г. Мадоната с Младенеца на трона и шест ангела или Мадона Ручелай (сега в Галерия „Уфици“, Флоренция), дело на Дучо ди Буонинсеня – първият майстор от Сиенската школа показва развитие на натуралистичното пространство и форма и може първоначално да не са замислени като олтарни картини. Панелите на Богородица са използвани на върха на олтарната преграда, както в базиликата „Сан Франческо д'Асизи“, която има панела във стенописа Проверката на стигматите в цикъла Животът на Свети Франциск. Мадона от Санта Тринитà на Чимабуе и Мадона Ручелай на Дучо ди Буонинсеня обаче запазват по-ранния стил на показване на светлина върху драперията като мрежа от линии.
Усещането за светлина на Джото е повлияно от стенописите, които той вижда, докато работи в Рим, а в неговите наративни стенописи, особено тези, поръчани от семейство Барди, неговите фигури са поставени в натуралистично пространство и притежават измерение и драматичен израз. Подобен подход към светлината е използван от неговите съвременници като Бернардо Дади, тяхното внимание към натурализма е насърчено от предметите, поръчани за францискански и доминикански църкви от XIV век, и повлиява на флорентинските художници в следващите векове. Докато някои са традиционни композиции като тези, занимаващи се с основателя на ордена и ранните светци, други, като сцени на скорошни събития, хора и места, нямат прецедент.
През 13 век има нарастване на търсенето на религиозна живопис на панели, особено на олтарни образи, въпреки че причината за това е неясна, а тосканските художници и дърводелци от началото на XIV век създават олтарни образи, които са по-сложни, многопанелни части със сложна рамка. Договорите от онова време отбелязват, че клиентите често имат предвид формата на дървена дограма, когато поръчват на художник, и обсъждат с художниците религиозните фигури, които да бъдат изобразени. Съдържанието на повествователните сцени в панелите с долната част на олтара обаче рядко се споменава в договорите и може да е оставено на съответните художници. Флорентинските църкви възлагат на много сиенски художници да създадат олтарни фигури, като Уголино ди Нерио, който е помолен да нарисува мащабна творба за олтара на базиликата „Санта Кроче“, която може би е най-ранният полиптих на флорентински олтар. Гилдиите, осъзнаващи стимула, донесен от външното майсторство, улесняват художниците от други области да работят във Флоренция. Скулпторите имат собствена гилдия, която има второстепенен статут, а от 1316 г. художниците са членове на влиятелната Arte dei Medici e Speziali. Самите гилдии стават значителни покровители на изкуството и от началото на XIV век различни големи гилдии наблюдават поддържането и подобряването на отделни религиозни сгради; всички гилдии участват във възстановяването на Орсанмикеле.
Натурализмът, разработен от ранните флорентински художници, отслабва през третата четвърт на XIV век, вероятно в резултат на чумата. Големи поръчки, като олтарната картина на семейство Строци (датираща от около 1354 – 57 г.) в Санта Мария Новела, са поверени на Андреа ди Чоне ди Арканджело, чиято работа и в тази на братята му са по-емблематични в третирането на фигури и имат по-ранно усещане за компресирано пространство.

### Списък с творци преди XIV век
- Маестро дел Бигало (активен от 1215/1220 до ср. на XIIIвек), анонимен художник
- Джунта Пизано (* ок. 1190/1210, † ок. 1260), художник
- Бонавентура Берлингиери или Бонавентура ди Берлингиеро (* ок. 1210, † ок. 1287), художник, документиран 1228 – 1274 г.
- Николо Пизано (* 1210/1220, † 1278/1287), основен представител на готическата скулптура в Европа
- Копо ди Марковалдо (* ок. 1225, † ок. 1276), една от най-изтъкнатите фигури на тосканската живопис от XIIIвек; с него се идентифицира Маестро дел Сан Франческо Барди
- Фра Ристоро да Кампи († 1284), архитект, доминикански монах
- Чимабуе, псевдоним на Чени (Бенчивиени) ди Пепо (* 5 или 19 септември ок. 1240, † 24 януари 1302), художник
- Гадо Гади или Гадо ди Дзеноби (* ок. 1240, † 1312), художник и мозаист
- Джовани Пизано (* ок. 1248 , † ок. 1315), скулптор и архитект, син на Николо Пизано
- Мелиоре ди Якопо (* ок. 1255, † 1285), художник, активен през 2-рата половина на XIIIвек
- Липо ди Бенивиени (* 2-ра пол. на XIIIвек, † XIV век), документиран от 1296 до 1327 г., художник

- Галерия
- Маестро дел Бигало, Мадоната с Младенеца (1215 – 20), Катедрала на Фиезоле
- Джунта Пизано, Разпятие на Св. Райнхард (ок. 1250), Нац. музей „Сан Матео“ (Пиза)
- Бонавентура Берлингиери, Св. Франциск (1235), църква „Св. Франциск“ (Пеша)
- Никола Пизано, люнет със Сваляне от кръста, Катедрала на Лука
- Копо ди Марковалдо, Мадоната с Младенеца (ок. 1265), църква „Сан Мартино дей Серви“ (Орвието)
- Чимабуе, Разпятие, църква „Сан Доменико“ (Арецо)
- Гадо Гади, Апсида, църква „Сан Миниато ал Монте“ (Флоренция)
- Джовани Пизано, Анвон (1298 – 1301), църква „Сант Андреа“ (Пистоя)
- Мелиоре ди Якопо, Мадоната с Младенеца (1270 – 80), Музей на сакралното изкуство (Тавернеле Вал ди Пеза)
- Липо ди Бенивиени, Мадоната с Младенеца, Музей на Сан Кашано

## XIV век: Треченто или Проторенесанс
Проторенесансът се дели на два подпериода: до смъртта на Джото през 1337 г. и след нея. Най-важните открития и най-забележителните творци живеят и работят през първия период. Вторият е свързан с чумната епидемия, опустошила Италия. Всички открития се правят на интуитивно ниво. В края на XIII век във Флоренция е издигнато главното храмово съоръжение – катедралата Санта Мария дел Фиоре, чийто автор е Арнолфо ди Камбио, а по-късно работата е продължена от Джото, проектирал камбанарията на Флорентинската катедрала.

### Флорентински портрет през втората половина на XIV век
През 2-рата половина на XIV век във флорентинската живопис портретните начинания се развиват слабо и само формално. Портретите все по-често влизат в многофигурни композиции. Те остават портрети само номинално, а не по същество – индивидуалните черти едва прохождат чрез стереотипни прийоми за изписване на лицата. Както и по-рано религиозните персонажи често се рисуват по-индивидуално и характерно отколкото реалните исторически лица. Причините са в културата на Късното треченто и в социалните норми на Флоренция, където даже най-богатите граждани са длъжни да се задоволяват с традиционните форми на дарителския портрет или в „замаскирани“ изображения на религиозни композиции. Такива са например:
- Андреа ди Чоне ди Арканжело (Орканя), автор на фреска в църквата „Санта Кроче“ (ок. 1350 г.), вместил в сцената на Страшния съд, по думите на Вазари, много портрети на познати нему хора, както приятели, така и врагове;
- Андреа ди Бонаюто, автор на фреските в Испанската капела в църквата „Санта Мария Новела“ (1365 – 1367), в частност – на „Алегория на Църквата като мистическо тяло Христово“. Дарителят Мико Гуидалоти е изобразен, изповядващ се вдясно от Св. Доминик на колене, почти в центъра на композицията. Образите са по-скоро идеални отколкото портретни. Сред другите лица се идентифицират папа Урбан V и император Карл IV, известни хоспиталиери, кръстоносци – кипърският крал Пиер дьо Лузинян, граф Амадей V Савойски и др.
- Джотино, автор на „Оплакването на Христа“ (т. нар. „Пиета от Сан Ремиджо“) (Уфици, Флоренция). Включени са портрети на двамата поръчители, чиито фигури са два пъти намалени в сравнение с тези на светците и изглеждат намиращи се извън действието на картината;
- Нардо ди Чоне, автор на фреска в Капела „Строци“ в църквата „Санта Мария Новела“: изобразени са двама члена на семейство Строци, които ангел води направо в Рая. На другата фреска те присъстват сред блажените, възкресени в деня на Страшния съд, наред с Данте, Петрарка и др.

В многофигурните фрески, за разлика от дарителските картини, реалните персонажи се вписват по-органично, като участници в събитията. Но тези скрити портрети остават достатъчно безлични. Промените към по-точно и детайлно предаване на лицата се случват едва в края на XIV век, което е свързано с успехите на практиката на рисуването от натура.
- Андреа Орканя, детайл от фреска в Базилика „Санта Кроче“ (Флоренция)
- Джотино, Пиетà от Сан Ремиджо (ок. 1365), детайл
- Нардо ди Чоне, Страшният съд (1351 – 1357), детайл
- Тадео Бартоло, Автопортрет като апостол Тадей (1401), детайл от олтара „Успение на Мария“

Започвайки да рисуват от натура, художниците постигат сходство. Пример за това е Аньоло Гади в неговите два профила във фреската „Триумф на Св. Кръст“ в църквата „Санта Кроче“ от ок. 1380 г., като единият от тях, в розова качулка, по думи на Вазари, е автопортрет на художника. Друг, по-безспорен автопортрет от тази епоха е дело на Тадео ди Бартоло в образа на апостол Тадей в „Успение на Мария“ от 1401 г. в Катедралата на Монтепулчано. Но макар художествената система на портрета на Треченто постепенно да еволюира на практика без съществени изменения, флорентинската живопис се задържа такава и през цялата първа четвърт на 15 век, докато шаблонът не се разрушава благодарение на Мазачо.

### Списък с творци от Треченто
- Гадо Гади или Гадо ди Дзеноби (* ок. 1240, † 1312), художник и мозаист
- Арнолфо ди Камбио (* ок. 1245, † 8 март между 1302 и 1310), скулптор, архитект и градостроител, активен по-специално в Рим и Флоренция.
- Джото ди Бондоне, известен като Джото (* ок. 1267, † 8 януари 1337), художник и архитект, работи в епохата преди Ренесанса.
- Буонамико Буфалмако, нар. Буфалмако (* ок. 1290, † 1340), художник, главен представител на готическата живопис в Тоскана в 1-вата половина на XIV век
- Бернардо Дади (* ок. 1290, † 1348), художник, документиран 1320 – 1347 г.
- Тадео Гади (* ок. 1300, † 1366), син на Гадо Гади и художник – член на работилницата на Джото
- Франческо Таленти (* ок. 1300, † 1369), скулптор и архитект
- Майстор на Кодекса на Свети Георги (Местро дел Кодиче ди Сан Джорджо), анонимен художник, активен в Авиньон и Флоренция в 1-вата половина на XIV век
- Мазо ди Банко († 1348), художник, един от най-последователните наследници на Джото.
- Андреа ди Чоне ди Арканжело, известен като Орканя (* ок. 1310, † 1368), художник, скулптор и архитект
- Бенчи ди Чоне Дами (* ок. 1310, † 1388), художник и архитект
- Андреа ди Бонаюто или Андреа Бонаюти или Андреа да Фиренце (* март 1319, † юли 1377), художник
- Якопо ди Чоне (* 1320/1330, † 1398/1400), художник, брат на Орканя
- Нардо ди Чоне († 1366), художник и архитект, брат на Орканя
- Николо ди Томазо, художник, работил във Флоренция, Пистоя и Неапол 1346 – 1376 г.
- Джотино, псевдоним на Джото ди Стефано или Томазо (Мазо) ди Стефано, или Томазо Фиорентино (* пр. 1324, † пр. 1369), художник
- Джовани да Милано (* ок. 1325 – 1230, † ок. 1370), художник, важен представител на готическата живопис, заедно с Джотино е най-значимият новатор на школата на Джото във Флоренция през втората половина на века
- Нери ди Фиорванте († 1374), архитект
- Матео ди Чоне (* 1330?, † 1390?), художник, брат на Орканя
- Джусто де' Менабуои (* ок. 1330, † ок. 1390), художник
- Джовани Гади (* сл. 1333, † 1383), художник, син на Тадео Гади
- Антонио Венециано или Антонио ди Франческо да Венеция († 1388), художник
- Алберто Арнолди († XIV век), скулптор и архитект, активен 2-рата пол. на XIV век
- Джовани ди Лапо Гини (* XIV век), архитект
- Стефано Венециано или Стефано ди Сант'Аниезе, активен 1369 – 1388 г., художник
- Чени ди Франческо ди сер Чени, активен ок. 1369 – 1415, художник и миниатюрист
- Спинело Аретино (* ок. 1350, † ок. 1410), художник, чийто стил оказва влияние върху развитието на живописта от края на XIV и началото на 15 век в Тоскана
- Лоренцо ди Бичи (* ок. 1350, † 1427), художник
- Спинело Аретино, род. Спинело ди Лука Спинели (* ок. 1350, † 14 март 1410), художник, един от най-активните в Тоскана през 2-рата половина на XIV век
- Амброджо ди Балдезе (* 1352, † 30 октомври 1429), късноготически художник
- Джовани дел Биондо (* ок. 1356, † ок. 1398), художник
- Пиетро ди Джовани д'Амброджо или Джовани д'Амброджо, активен 1382 – 1418 г.
- Николо ди Пиетро Черини († ок. 1415), важен късноготически художник
- Герардо Старнина или Герардо ди Якопо ди Нери, нар. Ло Старнина (* 1360, † 1413), художник
- Лоренцо ди Николо ди Мартино (* ок. 1373, † ок. 1412), художник, активен в Тоскана през 1392 – 1412 г.
- Бернардо Чуфани (* 1381, † 18 юни 1458), скулптор

- Творби от Треченто
- Арнолфо ди Камбио, Бронзова статуя на св. Петър, Базиликата „Св. Петър“ (Рим)
- Гадо Гади, Мадона на трон с Младенеца (фрагмент), църква „Сан Ремиджо“ (Флоренция)
- Арнолфо ди Камбио, Скиния, църква „Санта Чечилия ин Трастевере“ (Рим)
- Тадео Гади, Поява на ангел пред свещеника (фреска), църква „Санта Кроче“ (Флоренция)
- Джовани да Милано, Пиета (1365), Флорентинска художествена академия
- Андреа Орканя или Якопо ди Чоне, Мадоната с Младенеца и ангели (пр. 1370), Национална галерия (Вашингтон)
- Джусто де' Менабуои. Сватбата в Кана Галилейска (фреска) (1376 – 1378), Баптистерий на Падуа

## 15 век: Куатроченто
Флоренция продължава да бъде най-важният център на италианската ренесансова живопис. Най-ранните истински ренесансови изображения във Флоренция датират от 1401 г., първата година на века, известна на италиански като Куатроченто, синоним на Ранния Ренесанс; те обаче не са картини. Тогава се провежда конкурс за намиране на художник, който да създаде чифт бронзови двери за баптистерия на Св. Йоан – най-старата останала църква в града. Баптистерият е голяма осмоъгълна сграда в романски стил. Вътрешността на купола му е украсена с огромна мозаечна фигура на Христос във Величие, за която се смята, че е проектирана от Копо ди Марковалдо. Има три големи портала, като централният е изпълнен по това време от набор от порти, създадени от Андреа Пизано 18 години по-рано.
Дверите на Пизано са разделени на 28 четирилистни отделения, съдържащи разказни сцени от Живота на Йоан Кръстител. Конкурентите, сред които има седем млади художници, трябва да проектират бронзово пано с подобна форма и размер, представляващо Жертвата на Исак. Оцеляват два от панелите – на Лоренцо Гиберти и на Филипо Брунелески. Всеки панел показва някои силно класически мотиви, показващи посоката, в която се движат изкуството и философията по това време. Гиберти използва голата фигура на Исак, за да създаде малка скулптура в класически стил. Той коленичи на гробница, украсена с акантови свитъци, които също са препратка към изкуството на Древен Рим. В панела на Брунелески една от допълнителните фигури, включени в сцената, напомня на добре позната римска бронзова фигура на момче, вадещо трън от крака си. Творението на Брунелески е предизвикателно в своята динамична интензивност. По-малко елегантна от тази на Гиберти, тя е повече за човешката драма и предстоящата трагедия. Гиберти печели състезанието. Завършването на първия му комплект двери за баптистерия отнема 27 години, след което му е възложено да направи още един. За общо 50 години, през които Гиберти работи върху тях, дверите са тренировъчната площадка за много от художниците от Флоренция. Бидейки разказ по тема и използвайки не само умение за подреждане на фигуративни композиции, но и процъфтяващо умение за линейна перспектива, дверите оказват огромно влияние върху развитието на флорентинското изобразително изкуство. Те са обединяващ фактор, източник на гордост и другарство както за града, така и за неговите творци. Микеланджело ги нарича Райски двери.

### Капела „Бранкачи“
През 1426 г. двама художници започват да рисуват цикъл от стенописи от Живота на св. Петър в параклиса на семейство Бранкачи в църквата на кармелитите във Флоренция. И двамата носят името Томазо и им са дадени прякорите Мазачо и Мазолино, Небрежният Томас и Малкият Томас.
Повече от всеки друг художник у Мазачо има препратката към творчеството на Джото. Той пренася практиката на рисуване от натура. Неговите картини демонстрират разбиране на анатомията, ракурса, линейната перспектива, светлината и изследването на драперията. Сред неговите творби фигурите на Адам и Ева, изгонени от Райската градина, изрисувани отстрани на арката в параклиса, са известни с реалистичното си изобразяване на човешката форма и на човешките емоции. Те контрастират с нежните и красиви фигури, нарисувани от Мазолино от противоположната страна на Адам и Ева, получаващи забранения плод. Изписването на Капела „Бранкачи“ е незавършено, когато Мазачо умира на 26 г. По-късно работата е завършена от Филипино Липи. Делото на Мазачо става източник на вдъхновение за много по-късни художници, включително Леонардо да Винчи и Микеланджело.

### Развитие на линейната перспектива
През първата половина на 15 век постигането на ефекта на реалистичното пространство в картината чрез използване на линейна перспектива е основна грижа на много художници, както и на архитектите Филипо Брунелески и Леон Батиста Алберти, които теоретизират по темата. Известно е, че Брунелески прави редица внимателни проучвания на площада и осмоъгълния баптистерий извън катедралата във Флоренция и се смята, че той помага на Мазачо в създаването на неговата известна ниша за тромп лой около Света Троица, която рисува в Санта Мария Новела.
Според Вазари Паоло Учело е толкова обсебен от перспективата, че не мисли за нищо друго и експериментира с нея в много свои картини, най-известните от които са трите картини на битката при Сан Романо, които използват счупени оръжия на земята и полета по далечните хълмове да създаде впечатление за перспектива.
През 1450-те години Пиеро дела Франческа, в картини като Бичуването на Христос, демонстрира своето майсторство върху линейната перспектива, а също и върху науката за светлината. Съществува и друга картина, градски пейзаж, от неизвестен художник, може би Пиеро дела Франческа, която демонстрира експеримента, който Брунелески прави. От това време линейната перспектива се разбира и редовно се използва, като например от Перуджино в неговия Христос, даващ ключовете на Св. Петър в Сикстинската капела.

### Разбиране за светлината
Джото използва тоналност, за да създаде форма. Тадео Гади в нощната си сцена в Параклис „Барончели“ демонстрира как светлината може да се използва за създаване на драма. 100 г. по-късно Паоло Учело експериментира с драматичния ефект на светлината в някои от почти монохромните си фрески. Той прави няколко от тях в „зелена земя", оживявайки композициите си с нотки на червен цвят. Най-известен е неговият конен портрет на кондотиера Джон Хокууд на стената на Катедралата във Флоренция. Както тук, така и върху четирите глави на пророци, които той рисува около вътрешния циферблат на часовника в катедралата, използва силно контрастни тонове, което предполага, че всяка фигура е осветена от естествен източник на светлина, сякаш източникът е действителен прозорец в катедралата.
Пиеро дела Франческа продължава своето изследване на светлината. В Бичуването на Христос той демонстрира знание за това как светлината се разпространява пропорционално от точката на произход. В тази картина има два източника на светлина: единият вътрешен в сградата, а другият външен. От вътрешния източник, въпреки че самата светлина е невидима, позицията му може да бъде изчислена с математическа сигурност. Леонардо да Винчи продължава работата на Пиеро върху светлината.

### Мадоната
Пресвета Дева Мария, почитана от Католическата църква по целия свят, е с особено присъствие във Флоренция, където има нейно чудотворно изображение на колона на пазара на жито и където в нейна чест са кръстени катедралата Санта Мария дей Фиоре („Дева Мария на цветята“) и голямата доминиканска църква Санта Мария Новела. Чудотворното ѝ изображение на пазара на жито е унищожено от пожар, но е заменено с ново през 1330-те г. от Бернардо Дади, поставено в изящно проектиран и щедро кован балдахин от Орканя. Откритият долен етаж на сградата е ограден и посветен като Орсанмикеле.
Изображенията на Мадона с младенеца са много популярна форма на изкуство във Флоренция. Те взимат всякаква форма – от малки масово произведени теракотени плочи до великолепни олтарни образи като тези на Чимабуе, Джото и Мазачо. Малките мадони за дома са обичайно дело на повечето живописни работилници, често правени до голяма степен от младшите членове по модел на майстора. Обществените сгради и държавните служби също често съдържат тези или други религиозни картини.
Сред тези, които рисуват религиозни мадони през Ранния Ренесанс, са Фра Анджелико, Фра Филипо Липи, Верокио и Давиде Гирландайо. По-късно водещият творец е Сандро Ботичели и неговата работилница, които произвеждат голям брой мадони за църкви, домове, а също и обществени сгради. Той въвежда голям кръгъл формат тондо за големите домове. Мадоните и светците на Перуджино са известни със своята сладост и са запазени редица малки мадони, приписвани на Леонардо да Винчи, като Мадона Беноа. Дори Микеланджело, който е предимно скулптор, е убеден да нарисува Тондо „Дони“, докато за Рафаело те са сред най-популярните и многобройни произведения.

### Подноси по случай раждане
Флорентински специалитет е кръглият или 12-странен desco da parto или поднос за раждане, на която млада майка сервира сладкиши на приятелките, които я посещават след раждане. През останалото време вероятно са окачени в спалнята. И двете страни са изрисувани – едната със сцени за насърчаване на майката по време на бременността, често показващи голо момченце; смята се, че гледането на положителни изображения я насърчава.

### Живопис и гравюра
От около средата на века Флоренция се превръща във водещ център на Италия на новата индустрия на гравюрата, тъй като някои от многото флорентински златари се обръщат към изработването на плочи за гравюри. Те често копират стила на художниците или рисунките, предоставени от тях. Ботичели е един от първите, които експериментират с рисунки за илюстрации на книги, в неговия случай с Данте. Антонио дел Полайоло е златар, както и печатар, и сам гравира своята Битка на голите мъже; в своя размер и изтънченост това извежда италианския печат на нови нива и остава един от най-известните щампи на Ренесанса.

### Покровителство и хуманизъм
Във Флоренция, през по-късния 15 век, повечето произведения на изкуството, дори тези, които са направени като декорация на църкви, обикновено са поръчвани и заплащани от частни покровители. Голяма част от покровителството идва от семейство Медичи или тези, които са тясно свързани или свързани с тях, като Сасети, Ручелаи и Торнабуони.
През 1460-те години Козимо Медичи Старият назначава Марсилио Фичино като свой хуманистичен философ и улеснява превода му на Платон и на неговото учение за платоновата философия, което се фокусира върху човечеството като център на естествената вселена, върху личните взаимоотношения на всеки човек с Бога и върху братската или „платоническата“ любов като най-близката, до която човек може да стигне до подражанието или разбирането на любовта на Бог.
През Средновековието всичко, свързано с Класическия период, се възприема като свързано с езичеството. През Ренесанса все повече се свързва с просвещението. Фигурите от класическата митология започват да заемат нова символична роля в християнското изкуство и по-специално богинята Венера. Родена напълно оформена чрез някакво чудо, тя е новата Ева, символ на невинната любов или дори, по-просто, символ на самата Дева Мария. Виждаме Венера и в двете ѝ роли в двете известни темперни картини, които Ботичели прави през 1480-те г. за племенника на Козимо – Пиерфранческо Медичи, Пролет и Раждането на Венера.
Междувременно Доменико Гирландайо, педантичен и точен чертожник и един от най-добрите художници портретисти на времето, прави два цикъла фрески за сътрудници на Медичи в две от по-големите църкви на Флоренция: Капела „Сасети“ в църквата „Санта Тринита“ и Капела „Торнабуони“ в Санта Мария Новела. В тези цикли на Житие на Свети Франциск, Житие на Дева Мария и Житие на Йоан Кръстител има място за портрети на покровители и на покровители на покровителите. Благодарение на покровителството на Сасети има портрет на самия човек с неговия работодател Лоренцо Великолепни и на тримата сина на Лоренцо с техния учител – поетът и философ-хуманист Анджело Полициано. В Капела „Торнабуони“ има друг портрет на Полициано, придружен от другите влиятелни членове на Платоническата академия, включително Марсилио Фичино.

### Фламандско влияние
От около 1450 г., с пристигането в Италия на фламандския художник Рогир ван дер Вейден и вероятно по-рано, художниците се запознават с маслените бои. Докато температа и стенописът се поддават на изобразяване на модел, нито един от тях не е успешен начин за реалистично представяне на естествените текстури. Силно гъвкавата среда от масла, която може да бъде направена непрозрачна или прозрачна и позволява промени и допълнения в продължение на дни след нанесяне, отваря нов свят от възможности за италианските художници.
През 1475 г. във Флоренция пристига огромната олтарна картина Поклонението на пастирите. Дело на Хюго ван дер Гус по поръчка на семейство Портинари, тя е изпратена от Брюге и инсталирана в параклиса „Сант Еджидио“ в болницата „Санта Мария Нуова“. Олтарната част свети с интензивно червено и зелено, контрастиращо с лъскавите черни кадифени одежди на дарителите Портинари. На преден план е натюрморт с цветя в контрастни съдове, единият от остъклена керамика, а другият от стъкло. Само стъклената ваза е достатъчна, за да събуди внимание. Но най-влиятелният аспект на триптиха е изключително естественото и реалистично качество на тримата овчари с нарязани бради, изтощени ръце и изражения, вариращи от обожание през удивление до неразбиране. Доменико Гирландайо незабавно рисува своя собствена версия с красива италианска Мадона на мястото на фламандската с дълго лице и самия себе си, театрално жестикулиращ, като един от овчарите.

### Папски поръчки в Рим
През 1477 г. папа Сикст IV заменя запуснатия стар параклис във Ватикана, в който се провеждат много от папските служби. Интериорът на новия параклис, наречен Сикстинска капел в негова чест, изглежда е планиран от самото начало да има серия от 16 големи стенописи между пиластрите на средното ниво, със серия от рисувани портрети на папи над тях.
През 1480 г. група художници от Флоренция получават поръчка: Сандро Ботичели, Пиетро Перуджино, Доменико Гирландайо и Козимо Росели. Този цикъл от стенописи трябва да изобрази Истории за живота на Мойсей от едната страна на параклиса и Истории за живота на Христос от другата, като стенописите се допълват взаимно по темата. Рождество на Исус и Намирането на Мойсей са в съседство на стената зад олтара, с олтарна картина Успение Богородично между тях. Тези картини, всичките на Перуджино, по-късно са унищожени, за да нарисуват Страшния съд на Микеланджело.
Останалите 12 картини показват виртуозността, която тези художници постигнат, и очевидното сътрудничество между хора, които обикновено са използвали много различни стилове и умения. Картините дават пълна гама на техните възможности, тъй като включват голям брой фигури на мъже, жени и деца и герои, вариращи от ангели напътствия до разярени фараони и самия дявол. Всяка картина изискваше пейзаж. Поради мащаба на фигурите, които художниците се договарят, във всяка картина пейзажът и небето заемат цялата горна половина на сцената. Понякога, както в сцената на Ботичели от Очистването на прокажения, в пейзажа има допълнителни малки разкази, в този случай Изкушенията на Христос.
Сцената на Перуджино на Христос, даващ ключовете на св. Петър е забележителна с яснотата и простотата на своята композиция, красотата на фигуративната картина, която включва автопортрет сред зрителите, и особено перспективния градски пейзаж, който включва препратка към Служението на св. Петър в Рим чрез наличието на две триумфални арки и централно поставена осмоъгълна сграда, която може да бъде християнски баптистерий или римски мавзолей.

### Монументална живопис

#### Религиозна монументална живопис
Новаторската роля тук отново принадлежи на Мазачо (* 21 декември 1401, † юни 1428), който в църквата „Санта Мария дел Кармине“ (Флоренция) изписва фреска със сюжет за тържественото освещаване на този храм от архиепископ Америго Корсини, състояло се през април 1422 г. Несъхранената до наши дни фреска се е намирала в манастирския двор на стената над входа и е изпълнена монохромно („зелена земя“). Вазари съобщава за безчислено количество изображения там на именити граждани на града, следващи процесията. Композицията се реконструира по негово описание и по ред рисунки, в това число и на младия Микеланджело. Преди всичко тя прилича на Чудо със статира и Възкресението на сина на Теофил на Мазачо (Капела „Бранкачи“, Флоренция). В центъра вероятно е изобразен самият акт на освещаване на църквата, а от двете страни има симетрично стоящи фигури на граждани, разположени в редове, отиващи в дълбочина. Може би под влияние на тази фреска Доменико Гирландайо (* 2 юни 1448, † 11 януари 1494) изписва Възкресение на сина на нотариуса (1482 – 1485, църква „Санта Тринитà“), а Бичи ди Лоренцо – Освещаване на хоспиталиерската църква „Сант Еджидио“ от папа Мартин V през септември 1420 г. (1420 – 1421 г., Санта Мария Нуова); от датите излиза, че Бичи ди Лоренцо вероятно изписва своята творба преди Мазачо. Мазачо за разлика от него представя сцената на освещаването не като църковен акт, а като тържествено събитие от гражданския живот на Флоренция, пренасящо акцента на портретите на известни съвременници.

#### Светска монументална живопис
Във Флоренция под въздействието на гражданския хуманизъм се появява нов вид монументален портрет, известен по литературни източници. По поръчка на консули и проконсули, съдии и нотариуси залите (Седалище на проконсула) са украсени с портрети на знаменити граждани на републиката: Колучо Салутати, Леонардо Бруни, Поджо Брачолини, Джаноцо Манети, Дзаноби да Страда и Донато Ачийоли. Бруни е изписан от Андреа дел Кастаньо скоро след смъртта на модела, посмъртни са и изображенията на Поджо и Манети (които не са съхранени).
Достигнала е и друга фреска от четката на същия художник – тази във Вила „Кардучо“ от 1450 – 1451 г. (Уфици, Флоренция): около Мадоната тук присъстват фигури на прославени флорентинци, както политици, така и литератори. Те са изписани сред архитектурна декорация и приличат на оживели статуи. Този ансамбъл е илюзионистичен („живи статуи“), а портретното сходство не е явно заради мемориално-историческия и идеално-героическия характер на живописта, в основата на която лежи идеалът за достойнство и доблест. В зависимост от способностите на художника образите от този жанр стават реално портретни, ако има материал (портретни изображения на моделите, посмъртни маски, и т.н.), но все пак те се отличават със силна обобщеност и тенденции към окрупняване на рисунъка, пластиката на лицата, монументалността на формите.
На стила и духа на фреските на вила Кардучи са близки две огромни фрески в катедралата на Флоренция, изписани от Паоло Учело и Андреа дел Кастаньо. Те имитират скулптура и са изписани почти монохромно, и изобразяват конни паметници – надгробни монументи на флорентински кондотиери.
- Паоло Учело, Надгробен паметник на Джон Хокууд (1436), Санта Мария дел Фиоре (Флоренция)
- Андреа дел Кастаньо, Сибила Куманска (1450), из серията „Знаменити мъже и жени“, пренесена фреска на дърво, (Уфици, Флоренция)
- Андреа дел Кастаньо, Портрет на Пипо Спаня (ок. 1450), (Уфици, Флоренция)

### Кавалетни портрети
Кавалетният (стативен) портрет във Флоренция възниква по-късно от монументалния. Треченто практически не го познава, а неговата поява се отнася към 2-рата четвърт на 15 век; разцветът му идва през последната трета на века.

#### Ранен профилен флорентински портрет
Флорентинският кавалетен портрет от Ранното куатроченто съхранява в стила си зависимост от монументалната живопис: укрупненост на формите, простота на детайла, ефектност на колорита. Такава малка картина изглежда просто като фрагмент от фреска и се усеща повече със своите истински размери. Такъв портретен образ няма нищо камерно. На този етап от развитието си италианският портрет клони все още към фреската (а при Северния ренесанс – към миниатюрата). Първите флорентински портрети често са просто повторения на дъска на изписаното във фреските. Тези реплики се изготвят за частни домове, обичайно с мемориална цел.
Наред с мъжките кавалетни портрети във Флоренция се появяват и женски. Те са изпълнени в същата профилна традиция. По своите художествени особености и назначение те обаче се отличават от мъжките.
- Доменико Венециано (?), Портрет на Микеле ди Матео Оливери (ок. 1440 – 1455, Музей „Крайслер“ (Норфолк)
- Мазачо (?), Мъжки портрет (ок. 1430 – 1450), Национална галерия (Вашингтон)
- Паоло Учело (?), Мъжки портрет (ок. 1430 – 1450), Музей „Беноа-Мулен“ (Шамбери)

#### Портрет в позиция 3/4
В средата на 15 век в развитието на флорентинския портрет се забелязва нова тенденция. Той съхранява привързаността си към профилния тип композиция, но предприема първи опити да премине в позиция 3/4. Този прийом е подсказан както от нидерландският портрети, така и от развитието на флорентинския скулптурен портрет. Първите образци на новия тип композиция са реплики на портрети от монументалната живопис или подражават на тях.
- Андреа дел Кастаньо (?), Два портрета на членове от фамилия Медичи (сред. 15 век), Цюрих
- Андреа дел Кастаньо, Мъжки портрет (ок. 1450), Национална галерия (Вашингтон)

#### Нови моменти във флорентинския портрет през 15 век
Налагането на автономен кавалетен портрет в италианската живопис на 15 век протича така: през първата половина на столетието безспорно господства профилният догръден портрет, теглещ към плоскостта; индивидуалността на образа се предава с най-характерни черти, лаконичен рисунък и обобщена светлосянка на моделирането. Сходството в тези портрети възниква в зависимост от стила на самия художник, но все пак всички тези портрети се ориентират към някакъв идеален прототип, и наред с тази типична художествена формула на новия идеал за човека пристъпва индивидуалното и личното.
В средата на 15 век се забелязва тенденция към жизнена конкретизация, неутралният фон често се заменя с интериор или пейзаж, а композицията става по-разгърната в пространството. В последната трета на века водещото място принадлежи на портрета в 3/4 или във фас; догръдната композиция често се разширява в допоясна (така в портрета се виждат ръцете и аксесоарите).

#### Флорентински портрет от последната трета на 15 век
През 1460-те години започва нов и много продуктивен период в изкуството на Флоренция. Обществените поръчки отстъпват място на частното меценатство, от което изкуството става по-многообразно, но отчасти загубва монументалността и синтетичността на стила си. Вместо сурови образи се появяват изящни. Идеалът на времето става красотата на младостта. Увеличава се тежнението към лиризма и камерността, но едновременно с това и към прозаичния детайл – т. нар. „куатрочентовски натурализъм“. Разширява се и се задълбочава аналитическото наблюдение на природата и човека, търси се по-остра изразителност и психологизъм на образите, които се предават чрез сложни ритмически движения на фигурите, позите, жестовете, мимиките. Много от художниците експериментират. Научните идеи влизат в напредничавите художествени работилници. Античността привлича вниманието на художниците и дарителите. Ръстът на светските елементи способства за развитието на портрета като самостоятелен жанр; при това и религиозното изкуство получава нови идейни черти – непосредственост и чувство на лично благочестие.
Така се оформят две течения, възникнали от противоречията на обществения живот:

- трезвият реализъм съгласно вкусовете на богатото флорентинско бюргерство, загубило предишните героически идеали: Доменико Гирландайо, Козимо Росели и Бенедето да Маяно, и изтънченият идеал на духовен аристократизъм и поетическата метафоричност на художественото мислене на основите на литературата и философско-теологическите идеи на неоплатонизма съгласно вкусовете на обкръжението на Лоренцо Великолепни: Сандро Ботичели, Филипино Липи, Пиеро ди Козимо, Антонио дел Полайоло, Андреа дел Верокио, ранният Леонардо да Винчи и младият Микеланджело.
- Лоренцо ди Креди, Джиневра ди Джовани Николо (?) (ок. 1490 – 1500), Музей „Метрополитън“ (Ню Йорк)
- Леонардо да Винчи, Портрет на Джиневра де' Бенчи (ок. 1474 – 1478), Нац. худ. галерия (Вашингтон)
- Сандро Ботичели, Портрет на жена с атрибути на св. Екатерина Александрийска (ок. 1475), Музей „Линденау“ (Алтенбург)
- Сандро Ботичели, Мъжки портрет (ок. 1476), Музей „Филанджери“ (Неапол)
- Сандро Ботичели, Женски портрет (ок. 1475), Галерия Палатина, Палацо Пити (Флоренция)

### Списък с творци от Куатроченто
- Лоренцо Монако, псевдоним на Пиеро ди Джовани (* 1370, † 1424), художник от Международна готика и Ранния ренесанс
- Бичи ди Лоренцо (* ок. 1373, † 1452), художник, активен в 1-вата половина на 15 век
- Филипо Брунелески или Филипо ди сер Брунелеско Лапи (* 1377, † 15 април 1446), архитект, скулптор, инженер, математик, сценограф и ювелир от епохата на Ренесанса. Считан за първия архитект и дизайнер на съвременната епоха, той е един от тримата големи инициатори на Флорентинския ренесанс заедно с Донатело и Мазачо. Като откривател на перспективата оказва влияние върху постиженията на Алберти, Донатело, Мазачо, Микеланджело и Леонардо да Винчи.
- Лоренцо Гиберти (* 1378, † 1 декември 1455), виден италиански скулптор, архитект и ювелир от епохата на Ранния ренесанс
- Бернардо Чуфани (* 1381, † 1458), ренесансов скулптор
- Мазолино да Паникале, псевдоним на Томазо ди Кристофоро Фини (* 1383, † 1440/1447), художник
- Нани ди Бартоло, активен 1419 – 1451 г., късноготически скулптор
- Донатело, роден Донато ди Николо ди Бето Барди (* 1386, † 13 декември 1466), един от най-прочутите италиански скулптори от епохата на Ранния ренесанс, основоположник на индивидуалното скулптурно изображение
- Марко ди Бароломео Рустичи (* 1392 или 1393, † 6 октомври 1457), ювелир и миниатюрист
- Фра Анджелико или Беато Анджелико, псевдоним на Джовани да Фиезоле, роден Гуидо ди Пиетро (* ок. 1395, † 18 февруари 1455), художник, показва изключително изящество и финес в своите творби, които оказват значително въздействие върху италианската живопис. Най-известната му картина е „Благовещение“
- Микелоцо, псевдоним на Микелоцо ди Бартоломео Микелоци (* 1396, † 7 октомври 1492), скулптор и архитект
- Паоло Учело, псевдоним на Паоло Дони (* 15 юни 1397, † 10 декември 1475), художник и мозаист, един от създателите на научната теория за перспективата
- Лука дела Робия, род. Лука ди Симоне ди Марко дела Робия (* ок. 1399, † февруари 1482), скулптор и керамист
- Андреа ди Джусто (* ок. 1400, † 2 септември 1450), художник
- Маестро ди Синя, анонимен художник, активен през 15 век
- Мазачо, псевдоним на Томазо ди сер Джовани ди Монè ди Aндреучо Касай (* 21 декември 1401, † юни 1428), италиански художник от Ранния ренесанс. Стилът му е продължение на реалистичния стил на Джото, но с много по-широко използване на перспективата, анатомията и законите на светлината.
- Леон Батиста Алберти (* 18 февруари 1404, † 25 април 1472), архитект, писател, математик, хуманист, лингвист, философ, музикант и археолог
- Мария Ормани (15 век), миниатюристка и калиграфка
- Филипо Липи или Фра Филипо ди Томазо Липи (* 23 юни 1406, † 9 октомври 1469), флорентински художник от периода на Ранния ренесанс, последовател на Мазачо в натуралистичния портрет
- Бернардо Роселино, псевдоним на Бернардо ди Матео Гамберели (* 1409, † 1464), скулптор и архитект, брат на Антонио Роселино
- Доменико Венециано (* ок. 1410, † 15 май 1461), художник
- Андреа ди Ладзаро Кавалканти, нар. Буджано или Буджанино (* 1412, † 21 февруари 1462), архитект и скулптор, осиновен син на Филипо Брунелески
- Пиеро дела Франческа, псевдоним на Пиеро ди Бенедето де' Франческо (* ок. 1412, † 12 октомври 1492), художник и математик, сред най-емблематичните личности на италианския Ренесанс, представител на второто поколение художници-хуманисти
- Аполонио ди Джовани (* 1415 или 1417, † 1465), художник и миниатюрист
- Доменико ди Микелино (* 1417, † 1491), художник
- Агостино ди Дучо (* 1418, † ок. 1481), скулптор
- Нери ди Бичи (* 1418, † 1492), художник
- Андреа дел Кастаньо (* ок. 1419, † 19 август 1457), художник
- Беноцо Гоцоли (* 1420, † 4 октомври 1497), художник, майстор на фреската от 15 век
- Андреа дел Кастаньо (* 1421, † 1457), художник
- Пезелино, псевдоним на Франческо ди Стефано (* ок. 1422, † юли 1457), художник и миниатюрист, син на Стефано ди Франческо
- Алесо Балдовинети (* 14 октомври 1427, † 29 август 1499), художник
- Антонио Роселино, псевдоним на Антонио ди Матео Гамберели (* 1427, † 1479), скулптор, брат на Бернардо Роселино
- Мино да Фиезоле (* ок. 1429, † 1484), скулптор
- Лука Фанчели (* ок. 1430, † 1494), скулптор и архитект
- Дезидерио да Сетиняно Феро, псевдоним на Дезидерио де Бартоломео ди Франческо (* ок. 1430, † 1464), ранноренесансов скулптор
- Лука Фанчели (* ок. 1430, † 1494), скулптор
- Антонио дел Полайоло или Антонио Бенчи (* ок. 1431, † 14 февруари 1498), художник, скулптор и ювелир
- Джулиано ди Маяно (* 1432, † 1490), скулптор, архитект, военен инженер и дърворезбар, брат на Бенедето ди Маяно
- Андреа дел Верокио, псевдоним на Андреа ди Микеле ди Франческо ди Чоне (* 1435, † 1488), художник, скулптор и ювелир
- Андреа дела Робия (* 2 ноември 1435, † 14 август 1425), керамист, племенник на Лука дела Робия
- Франческо ди Симоне Феручи (* 1437, † 1493), скулптор
- Козимо Росели (* 1439, † 1507), художник
- Якопо дел Селайо или ил Селайо, псевдоним на Якопо ди Арканжело (* 1442, † 1493), художник
- Бенедето да Маяно, известен и като Бенедето ди Леонардо (* 1442, † 24 май 1497), архитект и скулптор, брат на Джулиано ди Маяно
- Сандро Ботичели, псевдоним на Алесандро ди Мариано ди Вани Филипепи (* 1 март 1445, † 17 май 1510), ренесансов художник
- Доменико Гирландайо, псевдоним на Доменико Бигорди (* 2 юни 1448, † 11 януари 1494), художник, основател на художествена династия, продължена от неговите братя Бенедето и Давид и синът му Ридолфо
- Бартоломео дела Гата, псевдоним на Пиетро ди Антинио Деи (* 1448, † 1502), художник, миниатюрист, архитект и религиозен деец
- Сандро Ботичели, псевдоним на Алесандро ди Мариано ди Вани Филипепи (* 1 март 1445, † 17 май 1510), художник, известен с особен алегоричен начин за изразяване на меланхолични настроения
- Давиде Гирландайо (* 14 март 1452, † 10 април 1525), художник от епохата на Зрелия ренесанс, брат на художниците Доменико Гирландайо (1449 – 1494) и Бенедето Гирландайо
- Леонардо да Винчи – Леонардо ди сер Пиеро да Винчи (* 15 април 1452, † 2 май 1519), учен, философ, архитект, художник, скулптор, чертожник, есеист, сценограф, математик, анатом, ботаник, музикант, инженер и дизайнер
- Филипино Липи, псевдоним на Филипо Липи (* 1457, † 1504), художник, ученик на Сандро Ботичели
- Симоне дел Полайоло (* 1457, † 1508), архитект и скулптор
- Бенедето Гирландайо (* 1458, † 17 юли 1497), художник от епохата на Зрелия ренесанс, брат на художниците Доменико Гирландайо и Давиде Гирландайо
- Микеланджело Брандини (* 1459, † 13 август 1528), един от най-добрите ювелири на времето, на служба на Медичите
- Пиеро ди Козимо, род. Пиетро ди Лоренцо (* ок. 1461, † 12 април 1522), художник
- Бачо д'Аньоло, псевдоним на Бартоломео д'Аньоло Бальони (* 19 май 1462, † 6 март 1543), архитект и скулптор
- Джовани дела Робия (* 19 май 1469, † 1529), скулптор и керамист от Зрелия ренесанс
- Аньоло ди Поло (* 1470, † 1528), скулптор
- Бачо да Монтелупо, псевдоним на Бартоломео ди Джовани д'Асторе дей Синибалди (* 1469, † 1523), скулптор
- Мариото Албертинели (* 13 октомври 1474, † 5 ноември 1515), художник
- Микеланджело – Микеланджело ди Лудовико Буонароти Симони (* 6 март 1475, † 18 февруари 1564), ренесансов скулптор, художник, поет и архитект

- Галерия
- Мазачо, Изгонването на Адам и Ева от Рая (1425 – 1428), детайл от фреска от Капела „Бранкачи“, църква „Санта Мария дел Кармине“ (Флоренция).
- Мазачо, Разпятие Христово (1426), Музей „Каподимонте“ (Неапол)
- Паоло Учело, Бог създава Адам (1430-те г.), фреска, църква „Санта Мария Новела“ (Флоренция)
- Андреа дел Кастаньо, Кралица Естер (ок. 1450), част от фреска, серия „Известни жени“ (Уфици, Флоренция)
- Беноцо Гоцоли, Автопортрет, детайл от „Шествието на влъхвите“, Палацо „Медичи-Рикарди“ (Флоренция)
- Филипо Липи, Мадона с Младенеца и два ангела (ок. 1460 – 1465), Уфици (Флоренция)
- Сандро Ботичели, Портрет на неизвестен мъж с медал на Козимо Медичи Старши (1475), Уфици (Флоренция)
- Алесо Балдовинети, Мадона (ок. 1470), Лувър (Париж)
- Филипино Липи, Автопортрет (1481 – 1482), Капела „Бранкачи“, Санта Мария дел Кармине (Флоренция)
- Доменико Гирландайо, Ангел се явява на Захарий (1486 – 1490), фрагмент от фреска в Капела „Торнабуони“, Санта Мария Новела (Флоренция)
- Доменико Гирландайо, Портрет на Джована Торнабуони (1489 или 1490), Музей „Тисен-Борнемиса“ (Мадрид)
- Андреа Верокио, Скулптура на Давид, Музей „Виктория и Албърт“ (Лондон)
- Ателие на Верокио, Кръщение на Исус в река Йордан (1470 – 1478), Уфици (Флоренция)
- Рубенс, Битката при Ангиари (ок. 1603), копие на творба на Леонардо, Лувър (Париж)
- Джан Франческо Рустичи, Сцена на битка, Лувър (Париж)
- Сандро Ботичели, Раждането на Венера (ок. 1485), Уфици (Флоренция)
- Фра Бартоломео, Оплакване на Христа (1516), Палацо Пити (Флоренция)
- Леонардо да Винчи, Мадона Лита (сред. 1490-те г.), Ермитаж (Санкт Петербург)

- Скици на флорентински художници
- Микеланджело Буонароти, Копие на фигури от фрески на Джото от Капела „Перуци“ (ок. 1318 – 1322),
- Филипино Липи, Апостол и учен (1480 – 1482), Кабинет „Купферстих“ (Дрезден)
- Леонардо да Винчи, Фигура на апостол (1493 – 1495), Галерия „Албертина“ (Виена).
- Сандро Ботичели, Ангел (1490), Уфици (Флоренция)
- Фра Бартоломео, Св. Георги Победоносец, Музей „Бойманс ван Бьонинген“ (Ротердам)
- Лоренцо ди Креди, Мадоната с Младенеца
- Леонардо да Винчи, Глава на апостол (1494 – 1498), Замък „Уинзор“
- Франческо Салвиати, Дизайн на ваза (1545)

## 16 век: Чинкуеченто
Културните и художествени събития в Италия през периода от 1500 до 1599 г. се наричат общо Чинкуеченто. Чинкуеченто обхваща стиловете и събитията от Зрелия италиански ренесанс, маниеризма и някои ранни представители на бароковия стил.
От около 1500 г., особено в Северна Италия, художниците започват да използват нови техники за манипулиране на светлината и тъмнината като контраста на тоновете, очевиден в много от портретите на Тициан, и развитието на сфумато и светлосянката от Леонардо да Винчи и Джорджоне. В периода се появяват и първите светски (нерелигиозни) теми. Започва дебат относно секуларизма на Ренесанса, подчертан от писатели от началото на 20 век като Якоб Буркхард, поради наличието на тези всъщност малко митологични картини. Сандро Ботичели е един от основните художници, чиято светска работа се свежда до нас днес, въпреки че той е дълбоко религиозен (последовател на Савонарола) и рисува много традиционни религиозни картини.
Периодът, известен като Зрял ренесанс, представлява кулминацията на целите на по-ранния период, а именно точното представяне на фигурите в пространството, изобразени с достоверно движение и подходящо декориран стил. Най-известните художници от този период са Леонардо да Винчи, Рафаело и Микеланджело Буонароти. Техните изображения са сред най-известните произведения на изкуството в света. Тайната вечеря на Леонардо, Атинската школа на Рафаело и таванът на Сикстинската капела на Микеланджело са учебниците за този период.
Висшият ренесансова живопис еволюира в маниеризъм (ок. 1520 – 1580 г.), особено във Флоренция. Художниците-маниеристи, които съзнателно се бунтуват срещу принципите на Зрелия ренесанс, са склонни да представят издължени фигури в нелогични пространства. Съвременниците критикуват този период като изкуствено изглеждащ. Съвременната наука признава способността на маниеристкото изкуство да предава силни (често религиозни) емоции там, където Зрелият ренесанс не успява. Някои от основните художници от този период са Понтормо, Росо Фиорентино, Пармиджанино и Джулио Романо.
След 1580 г. братята Анибале и Агостино Карачи започват да развиват бароковия стил на рисуване, фокусиран върху по-голяма драматичност, наситени цветове и използването на екстремна светлина и тъмнина. След 1590 г. Караваджо развива реалистичен подход към човешката фигура, рисувана директно от живота и драматично осветена на тъмен фон, оказващ още по-голямо влияние върху живописта, премествайки бароковия стил на преден план след 1600 г.

### Зрял ренесанс (1500 – 1527)
В историята на изкуството Зрелият ренесанс е кратък период на най-изключителното художествено произведение в италианските държави, особено в Рим – столица на папската държава, и във Флоренция, по време на Италианския ренесанс. Повечето историци на изкуството твърдят, че периодът започва около 1495 или 1500 г. и завършва през 1520 г. със смъртта на Рафаел, въпреки че според някои той завършва около 1525 г., или през 1527 г. с разграбването на Рим от армията на император Карл V или около 1530 г. Най-известните представители на живописта, скулптурата и архитектурата от Зрелия ренесанс включват Леонардо да Винчи, Микеланджело Буонароти, Рафаело Санцио и Донато Браманте.
Флоренция е родното място на Зрелия ренесанс, но в началото на 16 век най-важните художници са привлечени в Рим, където започват да се правят най-големите поръчки. Отчасти това следва Медичите, някои от които стават кардинали и дори папа.

#### Леонардо да Винчи
Леонардо, поради обхвата на своите интереси и изключителната степен на талант, който демонстрира в толкова много различни области, се смята за архетиповият „ренесансов човек“. Но по негово време на него се възхищават преди всичко като художник и като такъв той черпи от знанието, което е придобил от всички други свои интереси. Той е научен наблюдател. Учи се, гледайки нещата. Изучава и рисува цветята на полетата, водовъртежите на реката, формата на скалите и планините, начина, по който светлината се отразява от зеленината и блести в бижуто. По-специално той изучава човешката форма, правейки дисекция на тридесет или повече непотърсени трупа от болница, за да се запознае с мускулите и сухожилията. Повече от всеки друг художник той напредва в изучаването на „атмосферата". В своите картини като Мона Лиза и Дева от скалите използва светлосянка с такъв финес, че поради липса на по-добра дума това става известно като „сфумато“ или „дим“ на Леонардо.
Едновременно с каненето на зрителя в мистериозен свят на движещи се сенки, хаотични планини и въртящи се порои, Леонардо постига известна степен на реализъм в изразяването на човешките емоции, предусетена от Джото, но непозната от Адам и Ева на Мазачо. Тайната вечеря на Леонардо, нарисувана в трапезарията на манастир в Милано, става еталон за религиозна наративна живопис за следващото половин хилядолетие. Много други художници от Ренесанса рисуват версии на Тайната вечеря, но само тази на Леонардо е предопределена да бъде възпроизвеждана безброй пъти на дърво, алабастър, гипс, литография, гоблен, плетене на една кука и килими за маса.
Освен прякото въздействие на самите творби изследванията на Леонардо върху светлината, анатомията, пейзажа и човешкия израз са разпространени отчасти чрез неговата щедрост към свитата му от ученици.

#### Микеланджело
През 1508 г. папа Юлий II успява да накара скулптора Микеланджело да се съгласи да продължи декоративната схема на Сикстинската капела. Таванът на Сикстинската капела е конструиран по такъв начин, че има дванадесет наклонени пандатива, поддържащи свода, които образуват идеални повърхности, върху които да се нарисуват Дванадесетте апостоли. Микеланджело скоро измисля съвсем различна схема, много по-сложна както като дизайн, така и като иконография. Мащабът на работата, която той изпълнява с една ръка, с изключение на ръчната помощ, е титаничен и завършването му отнема почти пет години.
Планът на папата за апостолите тематично жлае да направи изобразителна връзка между разказите на Стария и Новия завет на стените и папите в галерията от портрети. Дванадесетте апостоли и техният водач св. Петър като първи епископ на Рим правят този мост. Но схемата на Микеланджело тръгва в обратната посока. Темата за тавана на Микеланджело не е великият план на Бог за спасението на човечеството. Темата е за позора на човечеството. Става дума за това защо човечеството и вярата се нуждаят от Исус. На пръв поглед таванът е хуманистична конструкция. Фигурите са със свръхчовешко измерение и, в случая на Адам, с такава красота, че според биографа Вазари наистина изглежда сякаш самият Бог е проектирал фигурата, а не Микеланджело. Но въпреки красотата на отделните фигури Микеланджело не прославя човешкото състояние и със сигурност не представя хуманистичния идеал за платоническа любов. Всъщност предците на Христос, които изрисува около горната част на стената, демонстрират всички най-лоши аспекти на семейните отношения, показвайки дисфункция в толкова различни форми колкото семейства има.
Вазари хвали привидно безкрайните изобретателни способности на Микеланджело при създаването на пози за фигурите. Рафаел, който получава предварителен преглед от Браманте, след като Микеланджело сваля четката си и щурмува Болоня, рисува поне две фигури в имитация на пророците на Микеланджело – едната в църквата Сант Агостино, а другата във Ватикана, неговият портрет на самия Микеланджело в Атинската школа.  

#### Рафаело Санцио
Заедно с Леонардо да Винчи и Микеланджело името на Рафаел е синоним на Зрелия ренесанс, въпреки че той е по-млад от Микеланджело с 18 г. и Леонардо с почти 30 г. За него не може да се каже, че прави значителен тласък на състоянието на живописта, както са направили двамата му известни съвременници. По-скоро неговото творчество е кулминацията на цялото развитие на Зрелия ренесанс.
Рафаел има късмета да се роди като син на художник, така че неговият професионален път, за разлика от този на Микеланджело, който е син на дребен благородник, е решен безпроблемно. Няколко години след смъртта на баща си той работи в Умбрийската школа на Перуджино – отличен художник и превъзходен техник. Първата му подписана и датирана картина, изпълнена на 21-годишна възраст, е Годежът на Богородица, която веднага разкрива произхода си от Христос, който дава ключовете на св. Петър на Перуджино.
Рафаел е безгрижен герой, който безсрамно черпи от уменията на известните художници, чийто живот обхваща неговия. В неговите творби са обединени индивидуалните качества на множество различни художници. Заоблените форми и ярки цветове на Перуджино, реалистичният портрет на Доменико Гирландайо, реализмът и осветлението на Леонардо да Винчи и мощното рисуване на Микеланджело се обединяват в картините на Рафаело. През краткия си живот той изпълнява редица големи олтарни образи, впечатляваща класическа фреска на морската нимфа Галатея, изключителни портрети на двама папи и известен писател сред тях, а докато Микеланджело рисува тавана на Сикстинската капела – серия от стенни фрески в близките зали на Ватикана, от които Атинската школа е с уникално значение. Тази фреска изобразява срещата на всички най-учени древни атиняни, събрани в грандиозна класическа обстановка около централната фигура на Платон, когото Рафаел моделира по Леонардо да Винчи. Замислената фигура на Хераклит, който седи до голям каменен блок, е портрет на Микеланджело и е препратка към картината му с пророк Йеремия в Сикстинската капела. Собственият портрет на Рафаело е вдясно, до учителя му Перуджино.
Но основният източник на популярността на Рафаело не са основните му творби, а малките му флорентински картини на Мадоната с Младенеца. Отново и отново той рисува една и съща закръглена руса жена със спокойно лице и нейната поредица от пълни бебета, най-известното вероятно е La Belle Jardinière („Мадоната от красивата градина“), сега в Лувъра. Неговото по-голямо произведение, Сикстинската Мадона, използвано като дизайн за безброй стъклописи, през 21 век предоставя емблематичния образ на два малки херувими, възпроизвеждани върху всичко – от хартиени салфетки за маса до чадъри. 

### Списък с творци от Чинкуеченто
- Леонардо да Винчи или Леонардо ди сер Пиеро да Винчи (* 15 април 1452, † 2 май 1519), гений и универсален талант на Ренесанса, въплъщава напълно духа на своята епоха, довеждайки го до най-великите форми на изразяване в най-разнообразните области на изкуството и знанието: той е учен, философ, архитект, художник, скулптор, чертожник, есеист, сценограф, математик, анатом, ботаник, музикант, инженер и дизайнер.
- Лоренцо ди Креди или Лоренцо д'Андреа д'Одериго (* 1459/1460, † 1537), художник, ученик на Андреа дел Верокио
- Сандро Ботичели, псевдоним на Алесандро ди Мариано ди Вани Филипепи (* 1 март 1445, † 17 май 1510), художник
- Джулиано ди Сангало (* ок. 1445, † 1516), архитект, скулптор и военен инженер
- Франческо Ботичини (* 1446, † 16 януари 1498), художник
- Антонио ди Салви Салвучи (* 1450, † 1527), ренесансов ювелир
- Лоренцо ди Креди, псевдоним на Лоренцо Шарпелони (* ок. 1459, † 12 януари 1537), ренесансов скулптор и художник
- Бенедето Бульони (* 20 декември 1461, † 7 март 1521), скулптор
- Пиеро ди Козимо, псевдоним на Пиетро ди Лоренцо (* ок. 1462, † 12 април 1522), художник
- Бачо д'Аньоло, род. Бартоломео д'Аньоло Балиони (* 19 май 1462, † 6 март 1543), скулптор и архитект
- Рафаелино дел Гарбо или Рафаеле дей Карли, псевдоними на Рафаелино Капони (* 1466, † 1524), художник от Зрелия ренесанс
- Джулиано Кастелани, нар. ил Солацино (*ок. 1470, † 1543), художник
- Фра Бартоломео, известен и с псевдонима Бачо дела Порта (* 28 март 1472, † 31 октомври 1517), художник, доминикански монах
- Мариото ди Биджо ди Биндо Албертинели (* 13 октомври 1474, † 5 ноември 1515), художник от Зрелия ренесанс
- Бенедето да Ровецано, псевдоним на Бенедето Грацини (* 1474, † ок. 1554), скулптор и архитект
- Джовани Франческо Рустичи или Джанфранческо Рустики (* 1475, † 1554), скулптор и архитект
- Микеланджело – Микеланджело ди Лудовико Буонароти Симони (* 6 март 1475, † 18 февруари 1564), ренесансов скулптор, художник, поет и архитект от Зрелия ренесанс
- Джулиано Буджардини (* 29 януари 1476, † 17 февруари 1555), ренесансов художник
- Рафаело Ботичини (* 1477, † сл. 1520), художник
- Ридолфо дел Гирландайо (* 14 февруари 1483, † 6 юни 1561), художник
- Рафаело Санцио (* 28 март или 6 април 1483, † 6 април 1520), художник и архитект
- Франчабиджо, псевдоним на Франческо ди Кристофано (* 30 януари 1484, † 14 януари 1525), художник
- Андреа дел Сарто, псевдоним на Андреа д'Аньоло ди Франческо ди Лука ди Паоло дел Мильоре Вануки (* 16 юли 1486, † 29 септември 1530), художник
- Бачо Бандинели или Бандинели, псевдоним на Бартоломео Брандини (* 7 октомври 1488, † 7 февруари 1560), скулптор и художник
- Антонио дел Черайоло или Ил Черайоло, псевдоним на Антонио ди Акранджело (16 век), активен 1520 – вероятно 1538 г.
- Доменико Пулиго, псевдоним на Доменико ди Бартоломео Убалдини (* пролет 1492, † септември 1527), художник
- Джовани Антонио Соляни или Джованантонио ди Франческо Соляни (* 1492, † 15 юли 1544), художник
- Бикиака, псевдоним на Франческо д'Убертино Верди или Франческо Убертини (* 1 март 1494, † 5 октомври 1557), художник
- Франческо да Сангало, нар. още Франческо ди Джулиано и Маргота, псевдоними на Франческо Джамберти (* 1 март 1494, † февруари 1576), скулптор от Късния ренесанс
- Санти Бульони, псевдоним на Санти ди Микеле (* 1496, † 1576), скулптор
- Перин дел Вага или Перино дел Вага, псевдоними на Пиеро ди Джовани Бонакорси (* 23 юни 1501, † 19 октомври 1547), художник, сътрундик на Рафаело в Рим
- Джовани Анжело Монторсоли, познат и като Фра Монторсоли, Микеле Аньоло да Сиена и Анджело ди Микеле д'Анджело да Поджибонси (* 1507, † 31 август 1563), скулптор
- Бартоломео Аманати (* 15 юни 1511, † 13 април 1592), скулптор
- Нани ди Бачо Биджо, псевдоним на Джовани Липи (* ок. 1512, † 1568), архитект и скулптор
- Винченцо де' Роси или Винченцо Роси да Фиезоле (* 1525, † 3 март 1587), скулптор
- Валерио Чоли или Джиголи или Джоголи, или Чоли ди Симоне (* ок. 1529, † 29 декември 1599), скулптор
- Франческо Камилиани, изв. и като Дела Камила (* 1530, † 13 октомври 1576), скулптор и архитект
- Пиерино да Винчи (* ок. 1530, † 1552), скулптор, племенник на Леонардо да Винчи
- Тиберио Калкани (* 1532, † 7 декември 1565), скулптор и архитект
- Алесандро Алори, нар. Брондзино (* 31 май 1535, † 22 септември 1607), художник, племенник на Аньоло Брондзино
- Бернардо Буонталенти (* 15 декември 1531, † 6 юни 1608), художник, архитект, инженер, скулптор
- Джовани Батиста Налдини (* 3 май 1537, † 18 февруари 1591), художник
- Джовани Винченцо Казали или Казале (* 1539, † 21 декември 1593), скулптор, архитект, инженер и религиозен деец
- Джовани Бандини (* ок. 1540, † 1599), скулптор
- Ромоло дел Тада, псевдоним на Ромоло ди Франческо Феручи (* 29 септември 1544, † 7 март 1621), скулптор
- Якопо Копи, нар. ил Мельо или дел Мельо (* 1546, † 1591), художник
- Бернардино Росети (* 26 август 1548, † 10 октомври 1612), художник
- Николо Бети (* ок. 1550, † ок. 1618), художник
- Джовани Батиста Качини (* 1556, † 1613), скулптор и архитект
- Агостино Карачи (* 16 август 1557, † 23 февруари 1602), художник и гравьор
- Микеланджело Чинганели (* 1558, † 26 септември 1635), художник
- Лоренцо Креши (* ок. 1560/1565, † 18 май 1614), художник
- Анибале Карачи (* 3 ноември 1560, † 15 юли 1609), художник
- Агостино Чампели или Агостино Чампелио Фиорентино (* 29 август 1565, † 22 април 1630), художник
- Караваджо, псевдоним на Микеланджело Меризи (* 29 септември 1571, † 18 юли 1610), художник
- Джулио Париджи (* 6 април 1571, † 13 юли 1635), художник, гравьор и архитект

- Галерия
- Франческо Салвиати, Портрет на флорентински аристократ (1546), Сент Луис, Мисури, САЩ
- Франческо Салвиати, Портрет на мъж (ок. 1544 – 1548), музей „Пол Гети“ (Лос Анджелис, САЩ)
- Бачо Бандинели, Автопортрет (ок. 1530), Музей Гарднър (Бостън)
- Джорджо Вазари, Тондо „Благовещение“ (1570 – 1571), Музей и библиотека „Морган“ (Ню Йорк)
- Росо Фиорентино, Възкресение Христово (1528 – 1530), Катедрала на Чита ди Кастело
- Алесандро Алори, Оплакване на Христос (ок. 1530), Уфици (Флоренция)
- Франческо Салвиати, Алегория на света (1545), Палацо Векио (Флоренция)
- Алесандро Алори, Лукреция Медичи (1560), Худ. музей на Северна Каролина (Роли)
- Джовани Анжело Монторсоли, Мойсей, Сан Лука (Флоренция)

### Маниеризъм
Големите флорентински художници от втората половина на 16 век работят вече в съвсем друг стил, който се определя като маниеризъм.

#### Ранен маниеризъм
Ранните маниеристи във Флоренция, особено учениците на Андреа дел Сарто като Якопо да Понтормо и Росо Фиорентино, се отличават с удължени форми, несигурно балансирани пози, сгъната перспектива, ирационални настройки и театрално осветление. Като лидер на Първата школа на Фонтенбло, Росо е основна сила във въвеждането на ренесансовия стил във Франция.
Пармиджанино (ученик на Кореджо) и Джулио Романо (главен асистент на Рафаело) се движат в подобни стилизирани естетически насоки в Рим. Тези художници узряват под влиянието на Зрелия Ренесанс и стилът им се характеризира като реакция или преувеличено разширяване на него. Вместо да изучават директно природата, по-младите художници започват да изучават елинистична скулптура и картините на майстори от миналото. Следователно този стил често се определя като „антикласически“, но по онова време се смята за естествена прогрес на Зрелия Ренесанс. Най-ранната експериментална фаза на маниеризма, известна със своите „антикласически“ форми, продължава до около 1540 или 1550 г. Марсия Б. Хол, професор по история на изкуството в университета Темпъл, отбелязва в книгата си След Рафаело, че преждевременната смърт на Рафаело бележи началото на маниеризма в Рим.

#### Късен маниеризъм
Аньоло Бронзино, ученик на Понтормо, е предимно придворен портретист за двора на Медичите, в малко студен официален маниеристичен стил. В същото поколение Джорджо Вазари е много по-добре запомнен като автор на Жития на най-великите художници, скулптори и архитекти, което има огромен и траен ефект за установяване на репутацията на Флорентинската школа. Но той е водещият художник на историческата живопис в двора на Медичите, въпреки че работата му сега обикновено се разглежда като преувеличена след въздействието, което работата на Микеланджело има, и не успява да го постигне. Това става често срещана грешка във флорентинската живопис през десетилетията след 1530 г., тъй като много художници се опитват да подражават на гигантите от Зрелия ренесанс.

#### Списък с творци-маниеристи
- Франческо Граначи (* 1469, † 30 ноември 1543), художник от Ранния флорентински маниеризъм
- Понтормо или Якопо да Понтормо, псевдоними на Якопо Каручи (* 24 май 1494, † 1 януари 1557), художник, представител на т. нар. „флорентински ексцентрици“ – пионерите на маниеризма в живописта
- Джулиано ди Бачо д'Аньоло Бальони, изв. и като Джулиано ди Бартоломео Бальони (* 1491, † 1555), архитект и скулптор
- Росо Фиорентино, псевдоним на Джован Батиста ди Якопо ди Гаспаре (* 8 март 1494, † 14 ноември 1540), художник, представител на т. нар. „флорентински ексцентрици“
- Николо Триболо или Триболо, псевдоним на Николо ди Рафаело ди Николо дей Периколи (* ок. 1500, † 7 септември 1550), архитект и скулптор
- Бенвенуто Челини (* 3 ноември 1500, † 13 февруари 1571), скулптор, ювелир и писател, един от най-важните представители на Маниеризма
- Аньоло Брондзино или Брондзино, псевдоним на Аньоло ди Козимо (* 17 ноември 1503, † 23 ноември 1572), художник, един от най-изисканите и възхитителни художници на ранния маниеризъм, известен преди всичко с това, че е един от най-умелите и проницателни портретисти от Флоренция от Късния ренесанс
- Франческо Салвиати, псевдоним на Франческо де' Роси (* 1510, † 11 ноември 1563), художник, един от най-големите представители на маниеризма
- Джорджо Вазари (* 30 юли 1511, † 27 юни 1574), художник, архитект и историк на изкуството
- Франческо Брина (* 1529, † 1586), художник от маниеризма
- Джамболоня, псевдоним на Жан дьо Булон (* 1529, † 13 август 1608), фламандски художник
- Бернардо Буонталенти, псевдоним на Бернардо Тиманте Буонакорси (* 1531, † 6 юни 1608), архитект, скулптор, художник, военен инженер и сценограф, един от най-важните и влиятелни художници от 2-рата половина на 16 век и ключова фигура от епохата на флорентинския маниеризъм, силно свързан с личността на Микеланджело и като цяло с Тосканския ренесанс
- Мазо ди Сан Фриано (* 4 ноември 1531, † септември/октомври 1571), художник от Късния маниеризъм
- Алесандро Алори (* 31 май 1535, † 22 септември 1607), художник от маниеризма
- Санти ди Тито (* 5 декември 1536, † 25 юли 1603), художник и архитект, един от най-влиятелните представители на Флорентинската школа от втората половина на Чинкуеченто
- Джовани Мария Бутери (* ок. 1540, † 4 октомври 1606), художник
- Якопо Лигоци (* 1547, † 1627), художник
- Лудовико Бути (* ок. 1550 – 1560, † 6 август 1611), художник от Късния маниеризъм и барока
- Джовани Бицели (* 1556, † 1612), художник
- Лодовико Чиголи (* 21 септември 1559, † 15 юни 1613), художник, архитект и скулптор от Късния маниеризъм и барока
- Грегорио Пагани (* 14 юли 1559, † 3 декември 1605), художник от Късния маниеризъм
- Козимо Гамберучи (* ок. 1560, † ок. 1621), художник
- Джовани Балдучи (* 1560, † сл. 1631), художник
- Андреа Босколи (* 1560, † 1607), художник
- Кристофано Алори (* 17 октомври 1577, † 1 април 1621), художник, син на Алесандро Алори

## 17 век: Сейченто
Сейченто ознаменува залеза на епохата на Ренесанса в Италия и начало на Контрареформацията и епохата на барока. До бароковия период Флоренция вече не е най-важният център на живописта в Италия, но въпреки има своята роля. Водещи художници, родени в града и които, за разлика от други, прекарват голяма част от кариерата си там, включват Кристофано Алори, Матео Росели, Франческо Фурини и Карло Долчи. Пиетро да Кортона е роден във Велико херцогство Тоскана и работи много в града.

### Списък с творци от Сейченто
- Якопо да Емполи или Якопо Кименти (* 30 април 1551, † 30 септември 1640), художник
- Антонио Темпеста (* 1555, † 1630), бароков художник и гравьор
- Андреа Босколи (* ок. 1560, † 1607), художник
- Антон Доменико Габиани (* 13 февруари 1562, † 22 ноември 1726), къснобароков художник
- Пиетро Бернини (* 6 май 1562, † 29 август 1629), художник и скулптор, баща на Джан Лоренцо Бернини
- Франческо Куради (* 15 ноември 1570, † 1661), най-важният представител на флорентинската религиозна живопис от първата половина на 17 век
- Матео Ниджети (* 7 февруари 1570, † 13 декември 1649), бароков архитект и скулптор
- Фабрицио Боски (* 1572, † 1642), бароков художник
- Филипо Таркиани (* 1576, † 1645), бароков художник
- Пиетро Така (* 16 септември 1577, † 26 октомври 1640), бароково скулптор
- Матео Росели (* 8 август 1578, † 18 януари 1651), бароков художник
- Тиберио Тити (* 1578, † 1627), бароково художник, син на Санти ди Тито
- Ремиджо Кампиля (* 1582 или 1583, † 1656), художник и гравьор
- Сиджизмоно Кокапани (* 10 август 1583, † 3 март 1643), художник и архитект от Барока
- Франческо Болдрини (* 1584, † 1648), художник
- Джовани Биливерт (* 25 август 1585, † 16 юли 1644), художник
- Якопо Виняли (* 5 септември 1592, † 3 август 1664), бароковов художник
- Джовани да Сан Джовани, псевдоним на Джовани Маноци (* 1592, † 9 декември 1636), бароков художник, виртуоз на фреската
- Чезаре Дандини (* 1 октомври 1596, † 7 февруари 1657), бароков художник
- Джован Батиста Вани (* 1599, † 1660), бароков художник
- Чеко Браво, псевдоним на Франческо Монтелатичи (* 15 ноември 1601, † декември 1661), художник
- Якопо Конфортини (* 1602, † 1672), художник и религиозен деец
- Франческо Фурини (* 10 април 1603, † 19 август 1646), художник
- Марио Баласи (* 1604, † 9 октомври 1667), художник
- Луиджи Бачо дел Бианко (* 4 октомври 1604, † 29 април 1656), художник, архитект, сценограф
- Алфонсо Пардижи (* 1606, † 10 октомври 1656), бароков архитект
- Лоренцо Липи (* 3 май 1606, † 14 април 1665), бароков художник, поет и писател
- Симоне Пиньони (* 17 април 1611, † 16 декември 1698), скулптор и художник
- Фердинандо Така (* 8 октомври 1619, † 1686), бароков скулптор и архитект 1686), бароков скулптор и архитект
- Якопо Киавистели (* 2 юни 1621, † 27 април 1698), бароков художник и сценограф
- Франческо Боти (* 1640, † 1711), художник
- Пиер Дандини (* 12 април 1646, † 26 ноември 1712), художник
- Бартоломео Бимби (* 15 май 1648, † 14 януари 1729), художник
- Антонио Доменико Бамберини (* 1666, † 1741), художник
- Риналдо Боти (* 1658, † 1740), къснобароков художник
- Джовани Чинкуи (* 1667, † 1743), художник
- Матео Бонеки (* 8 ноември 1669, † 27 февруари 1756), художник
- Джовани Барата (* 13 май 1670, † 21 май 1747), скулптор и архитект, един от главните представители на Късния барок

- Галерия
- Франческо Фурини, Юдит с главата на Олоферн (1636), Национална галерия за старинно изкуство (Рим)
- Якопо да Емполи, Кухненски натюрморт (2 пол. на 16 век), частна колекция
- Грегорио Пагани, Мадоната с Младенеца и светии (1592), Ермитаж (Санкт Петербург)
- Лоренцо Липи, Витория дела Ровере (ок. 1626 – 1628), Музей на историята на изкуството (Виена)
- Кристофано Алори, Юдит с главата на Олоферн (1613), версия на Кралската колекция